# Autistul – Nu-l mai goniți pe Brâncuși!
Autistul – Nu-l mai goniți pe Brâncuși! este al treilea album de studio lansat de cantautorul român Florin Chilian. Albumul a fost lansat în anul 2010, la casa de discuri Roton. A apărut și într-o variantă ce conține, pe lângă CD-ul propriu-zis, cartea de poezii Generația suspendată de Marius Marian Șolea.

## Lista pieselor
Toate melodiile sunt scrise și compuse de Florin Chilian. 
| Autistul – Nu-l mai goniți pe Brâncuși! |                                 |                 |          |  |
| Nr.                                     | Titlu                           | Versuri         | Lungime  |  |
| 1.                                      | „Ca o respirație”               | Florin Chilian  | 4:26     |  |
| 2.                                      | „Ai grijă de tine”              | Florin Chilian  | 7:19     |  |
| 3.                                      | „De-ai putea”                   | Florin Chilian  | 3:55     |  |
| 4.                                      | „Sens interzis”                 | Florin Chilian  | 6:19     |  |
| 5.                                      | „Dacă de ce”                    | Florin Chilian  | 3:28     |  |
| 6.                                      | „Viața ca o curvă”              | Florin Chilian  | 5:22     |  |
| 7.                                      | „Toate... toate...”             | Florin Chilian  | 6:27     |  |
| 8.                                      | „Cine minte”                    | Florin Chilian  | 6:14     |  |
| 9.                                      | „Privește-n jur”                | Florin Chilian  | 3:41     |  |
| 10.                                     | „Atât de rar”                   | Florin Chilian  | 5:10     |  |
| 11.                                     | „Oameni singuri”                | Florin Chilian  | 4:54     |  |
| 12.                                     | „Ai grijă de ea”                | Florin Chilian  | 5:03     |  |
| 13.                                     | „Respirând”                     | Florin Chilian  | 9:10     |  |
| 14.                                     | „Ai grijă de tine (radio edit)” | Florin Chilian  | 3:37     |  |
| Lungime totală:                         | Lungime totală:                 | Lungime totală: | 01:15:00 |  |

## Detalii tehnice
- Florin Chilian – vocal (piesele 2–12, 14), voce de fundal (piesele 2–12, 14), claviaturi (piesa 1), muzică, texte
- Ștefan Elefteriu – orchestrație, claviaturi, mixaje, digital mastering, producător muzical, muzică la piesa 13
- Aryna – voce (piesa 12)
- Constantin Zamfirescu – voce de fundal (piesa 9)

Material produs și inregistrat la Studioul Sound Expert, București, 2009–2010.